# デチオビオチン合成酵素
デチオビオチン合成酵素(Dethiobiotin synthase、EC 6.3.3.3)は、以下の化学反応を触媒する酵素である。
ATP + 7,8-ジアミノノナン酸 + 二酸化炭素{\displaystyle \rightleftharpoons }ADP + リン酸 + デチオビオチン
従って、この酵素の3つの基質はATPと7,8-ジアミノノナン酸と二酸化炭素、3つの生成物はADPとリン酸とデチオビオチンである。
この酵素はリガーゼ、特に炭素-窒素結合を形成するシクロリガーゼに分類される。系統名は、7,8-ジアミノノナン酸:二酸化炭素 シクロリガーゼ(ADP生成)である。この酵素は、ビオチンの代謝に関与している。

## 構造
2007年末時点で、この酵素の14個の構造が解明されている。蛋白質構造データバンクのコードは、1A82、1BS1、1BYI、1DAD、1DAE、1DAF、1DAG、1DAH、1DAI、1DAK、1DAM、1DBS、1DTS及び2QMOである。